# 奥栄町
奥栄町（おくえいちょう）は、愛知県常滑市の地名。

## 地理
常滑市中央部に位置する。西は山方町、北は奥条に接する。

## 歴史

### 町名の由来
奥条のうち、栄えることから、奥栄と名付けた。

### 人口の変遷
国勢調査による人口および世帯数の推移。
| 1995年（平成7年）  | 186世帯 580人 |  |
| 2000年（平成12年） | 183世帯 553人 |  |
| 2005年（平成17年） | 259世帯 735人 |  |
| 2010年（平成22年） | 212世帯 575人 |  |
| 2015年（平成27年） | 204世帯 506人 |  |
| 2020年（令和2年）  | 236世帯 545人 |  |

### 沿革
- 1978年（昭和53年） - 常滑市常滑の一部により、同市奥栄町が成立[2]。

## 交通
- 愛知県道34号

## 施設
- INAXライブミュージアム
- DCM常滑店

### WEB
1. ↑  “愛知県常滑市の町丁・字一覧”.   人口統計ラボ. 2022年3月23日閲覧。
2. 1 2  総務省統計局 (2022年2月10日). “令和2年国勢調査の調査結果(e-Stat) - 男女別人口，外国人人口及び世帯数－町丁・字等” (CSV). 2023年8月2日閲覧。
3. ↑  “愛知県常滑市の郵便番号一覧”.   日本郵便. 2022年3月22日閲覧。
4. ↑  “市外局番の一覧” (PDF).   総務省 (2022年3月1日). 2022年3月22日閲覧。
5. ↑  総務省統計局 (2014年3月28日). “平成7年国勢調査の調査結果(e-Stat) - 男女別人口及び世帯数 －町丁・字等” (CSV). 2021年7月20日閲覧。
6. ↑  総務省統計局 (2014年5月30日). “平成12年国勢調査の調査結果(e-Stat) - 男女別人口及び世帯数 －町丁・字等” (CSV). 2021年7月20日閲覧。
7. ↑  総務省統計局 (2014年6月27日). “平成17年国勢調査の調査結果(e-Stat) - 男女別人口及び世帯数 －町丁・字等” (CSV). 2021年7月21日閲覧。
8. ↑  総務省統計局 (2012年1月20日). “平成22年国勢調査の調査結果(e-Stat) - 男女別人口及び世帯数 －町丁・字等” (CSV). 2021年7月21日閲覧。
9. ↑  総務省統計局 (2017年1月27日). “平成27年国勢調査の調査結果(e-Stat) - 男女別人口及び世帯数 －町丁・字等” (CSV). 2021年7月21日閲覧。

### 書籍
1. 1 2  「角川日本地名大辞典」編纂委員会 1989, p. 1738.
2. 1 2  「角川日本地名大辞典」編纂委員会 1989, p. 315.